# Élections législatives de 2024 dans les Alpes-Maritimes
Les élections législatives de 2024 dans les Alpes-Maritimes se déroulent les 30 juin et 7 juillet 2024. Elles font suite à la dissolution de l'Assemblée nationale par Emmanuel Macron après la défaite de la liste Renaissance aux élections européennes qui ont eu lieu le 9 juin 2024. Dans le département, neuf députés sont à élire dans le cadre de neuf circonscriptions.

## Contexte
Les élections législatives de 2024 font suite à la dissolution de l'Assemblée nationale par Emmanuel Macron après la défaite de la liste Renaissance aux élections européennes qui ont eu lieu le 9 juin 2024. Dans les neuf circonscriptions des  Alpes-Maritimes les élections se déroulent dans le contexte du résultat aux élections européennes suivant : 
| Circonscription | RN      | ENS     | PS - PP | LFI     | LR     |
| --------------- | ------- | ------- | ------- | ------- | ------ |
| Circonscription |         |         |         |         |        |
| 1re             | 29,93 % | 13,34 % | 11,74 % | 11,65 % | 9,75 % |
| 2e              | 39,84 % | 12,06 % | 10,01 % | 6,47 %  | 7,21 % |
| 3e              | 33,05 % | 12,46 % | 10,7 %  | 12,47 % | 8,51 % |
| 4e              | 44,87 % | 11,37 % | 7,57 %  | 5,63 %  | 6,77 % |
| 5e              | 40,27 % | 11,51 % | 8,23 %  | 9,14 %  | 8,65 % |
| 6e              | 42,31 % | 13,01 % | 8,58 %  | 5,76 %  | 8,29 % |
| 7e              | 32,71 % | 16,25 % | 11,58 % | 6,18 %  | 9,89 % |
| 8e              | 38,53 % | 13,06 % | 7,19 %  | 7,89 %  | 11,6 % |
| 9e              | 38,29 % | 13,44 % | 9,54 %  | 6,80 %  | 9,71 % |

## Système électoral
Les élections législatives ont lieu au scrutin uninominal majoritaire à deux tours dans des circonscriptions uninominales.
Est élu au premier tour le candidat qui réunit la majorité absolue des suffrages exprimés et un nombre de voix au moins égal au quart des électeurs inscrits dans la circonscription, soit 25 %. Si aucun des candidats ne satisfait ces conditions, un second tour est organisé entre les candidats ayant réuni un nombre de voix au moins égal à un huitième des inscrits, soit 12,5 %. Les deux candidats arrivés en tête du 1er tour se maintiennent néanmoins par défaut si un seul ou aucun d'entre eux n'a atteint ce seuil. Au second tour, le candidat arrivé en tête est déclaré élu,.
Le seuil de qualification basé sur un pourcentage du total des inscrits et non des suffrages exprimés rend plus difficile l'accès au second tour lorsque l'abstention est élevée. Le système permet en revanche l'accès au second tour de plus de deux candidats si plusieurs d'entre eux franchissent le seuil de 12,5 % des inscrits. Les candidats en lice au second tour peuvent ainsi être trois, un cas de figure appelé « triangulaire ». Les second tours où s'affrontent quatre candidats, appelés « quadrangulaire » sont également possibles, mais beaucoup plus rares,.

## Partis coalitions et nuances
Les résultats des élections sont publiés en France par le ministère de l'Intérieur, qui classe les partis en leur attribuant des nuances politiques. Ces dernières sont décidées par les préfets, qui les attribuent indifféremment de l'étiquette politique déclarée par les candidats, qui peut être celle d'un parti ou une candidature sans étiquette.
Le Parti communiste français (COM), La France insoumise (FI), le Parti socialiste (SOC), le Parti radical de gauche (RDG), Les Écologistes (VEC), Renaissance (RE), le Mouvement démocrate (MDM), Horizons (HOR), l'Union des démocrates et indépendants (UDI), Les Républicains (LR), le Rassemblement national (RN) et Reconquête (REC) se voient attribuer en 2024 des nuances propres. Les coalitions Ensemble et Nouveau Front populaire en bénéficient également indirectement, les nuances Ensemble ! (Majorité présidentielle) (ENS), Union de la gauche (UG) étant attribuables aux candidats bénéficiant respectivement du soutien de deux partis du centre ou de deux partis de gauche. Les candidats présentés ou soutenus par deux partis d'extrême droite comme ceux de l'alliance entre le parti Les Amis d'Éric Ciotti (« Républicains à droite » RAD) et le Rassemblement national, se voient attribuée la nuance Union de l'extrême droite (UDX),.
Les autres partis se voient attribuer l'une ou l'autre des nuances suivantes : EXG (extrême gauche), DVG (divers gauche), ECO (écologiste), REG (régionaliste), DVC (divers centre), DVD (divers droite), DSV (droite souverainiste) et EXD (extrême droite). Des partis comme Debout la France ou Lutte ouvrière ne disposent ainsi pas de nuances propres, et leurs résultats nationaux ne sont pas publiés séparément par le ministère, car mélangés avec d'autres partis (respectivement dans les nuances DSV et EXG).

## Résultats

### Élus
| Circonscription | Député sortant       | Parti | Parti   | Groupe | Député élu ou réélu  | Parti | Parti   | Groupe |
| --------------- | -------------------- | ----- | ------- | ------ | -------------------- | ----- | ------- | ------ |
| 1re             | Éric Ciotti          |       | LR      | LR     | Éric Ciotti          |       | RAD     | AD!    |
| 2e              | Lionel Tivoli        |       | RN      | RN     | Lionel Tivoli        |       | RN      | RN     |
| 3e              | Philippe Pradal      |       | HOR     | HOR    | Bernard Chaix        |       | RAD     | AD!    |
| 4e              | Alexandra Masson     |       | RN      | RN     | Alexandra Masson     |       | RN      | RN     |
| 5e              | Christelle D'Intorni |       | LR      | LR     | Christelle D'Intorni |       | RAD     | AD!    |
| 6e              | Bryan Masson         |       | RN      | RN     | Bryan Masson         |       | RN      | RN     |
| 7e              | Éric Pauget          |       | LR      | LR     | Éric Pauget          |       | LR      | DR     |
| 8e              | Alexandra Martin     |       | LR - NÉ | LR     | Alexandra Martin     |       | LR - NÉ | DR     |
| 9e              | Michèle Tabarot      |       | LR      | LR     | Michèle Tabarot      |       | LR      | DR     |

### Taux de participation
| Taux de participation | 1er tour | 1er tour | 1er tour   | 2d tour | 2d tour | 2d tour    | Différence entre les deux tours |
| Taux de participation | En 2022  | En 2024  | Différence | En 2022 | En 2024 | Différence | Différence entre les deux tours |
| --------------------- | -------- | -------- | ---------- | ------- | ------- | ---------- | ------------------------------- |
| À midi                | 16,55 %  | 23,34 %  | 6,79       | 17,32 % | 25,93 % | 8,61       | 2,59                            |
| À 17 heures           | 33,97 %  | 54,48 %  | 20,51      | 31,7 %  | 55,61 % | 23,91      | 1,13                            |
| Final                 | 45,20 %  | 66,42 %  | 21,22      | 41,99 % | 65,19 % | 23,2       | 1,23                            |

### Résultats à l'échelle du département

#### Résultats par coalition
| Parti                                       | Parti                                       | Parti                                  | Premier tour | Premier tour | Premier tour | Second tour   | Second tour   | Second tour | Total Sièges  | +/-           |
| Parti                                       | Parti                                       | Parti                                  | Voix         | %            | Sièges       | Voix          | %             | Sièges      | Total Sièges  | +/-           |
| ------------------------------------------- | ------------------------------------------- | -------------------------------------- | ------------ | ------------ | ------------ | ------------- | ------------- | ----------- | ------------- | ------------- |
|                                             |                                             | Rassemblement national (RN)            | 156 761      | 30,74        | 2            | 110 429       | 33,72         | 1           | 3             | en stagnation |
|                                             | Républicains à droite (RAD)                 | 74 596                                 | 14,63        | 1            | 51 469       | 15,72         | 2             | 3           | Nv            |               |
| Total Rassemblement national et alliés (RN) | Total Rassemblement national et alliés (RN) | 231 357                                | 45,36        | 3            | 161 898      | 49,43         | 3             | 6           | 3             |               |
|                                             |                                             | La France insoumise (LFI)              | 51 930       | 10,18        | 0            | 34 970        | 10,68         | 0           | 0             | en stagnation |
|                                             | Parti socialiste (PS)                       | 25 741                                 | 5,05         | 0            | 24 897       | 7,60          | 0             | 0           | en stagnation |               |
|                                             | Les Écologistes (LÉ)                        | 12 233                                 | 2,40         | 0            |              |               |               | 0           | en stagnation |               |
|                                             | Parti communiste français (PCF)             | 8 935                                  | 1,75         | 0            | 0            | en stagnation |               |             |               |               |
| Total Nouveau Front populaire (NFP)         | Total Nouveau Front populaire (NFP)         | 98 839                                 | 19,38        | 0            | 59 867       | 18,28         | 0             | 0           | en stagnation |               |
|                                             |                                             | Les Républicains (LR)                  | 75 315       | 14,77        | 0            | 94 374        | 28,82         | 3           | 3             | 2             |
| Total Union de la droite et du centre (UDC) | Total Union de la droite et du centre (UDC) | 75 315                                 | 14,77        | 0            | 94 374       | 28,82         | 3             | 3           | 2             |               |
|                                             |                                             | Horizons (HOR)                         | 44 557       | 8,74         | 0            | 11 374        | 3,47          | 0           | 0             | 1             |
|                                             | Renaissance (RE)                            | 30 134                                 | 5,91         | 0            |              |               |               | 0           | en stagnation |               |
| Total Ensemble pour la République (ENS)     | Total Ensemble pour la République (ENS)     | 74 691                                 | 14,65        | 0            | 11 374       | 3,47          | 0             | 0           | 1             |               |
|                                             | Écologie au centre (ÉAC)                    | Écologie au centre (ÉAC)               | 15 760       | 3,09         | 0            |               |               |             | 0             | en stagnation |
|                                             | Dissidents Ensemble pour la République      | Dissidents Ensemble pour la République | 6 375        | 1,25         | 0            | 0             | en stagnation |             |               |               |
|                                             | Lutte ouvrière (LO)                         | Lutte ouvrière (LO)                    | 3 120        | 0,61         | 0            | 0             | en stagnation |             |               |               |
|                                             | Reconquête (REC)                            | Reconquête (REC)                       | 2 763        | 0,54         | 0            | 0             | en stagnation |             |               |               |
|                                             | Debout la France (DLF)                      | Debout la France (DLF)                 | 883          | 0,17         | 0            | 0             | en stagnation |             |               |               |
|                                             | Équinoxe                                    | Équinoxe                               | 434          | 0,08         | 0            | 0             | Nv            |             |               |               |
|                                             |                                             | Divers-Gens (DG)                       | 136          | 0,03         | 0            | 0             | en stagnation |             |               |               |
| Total Coalition citoyenne (CC)              | Total Coalition citoyenne (CC)              | 136                                    | 0,03         | 0            | 0            | en stagnation |               |             |               |               |
|                                             | Autres partis                               | Autres partis                          | 66           | 0,01         | 0            | 0             | Nv            |             |               |               |
|                                             | Sans étiquette (SE)                         | Sans étiquette (SE)                    | 259          | 0,05         | 0            | 0             | en stagnation |             |               |               |
|                                             |                                             |                                        |              |              |              |               |               |             |               |               |
| Suffrages exprimés                          | Suffrages exprimés                          | Suffrages exprimés                     | 509 998      | 97,91        |              | 327 513       | 95,31         |             |               |               |
| Votes blancs                                | Votes blancs                                | Votes blancs                           | 7 531        | 1,45         | 12 964       | 3,77          |               |             |               |               |
| Votes nuls                                  | Votes nuls                                  | Votes nuls                             | 3 330        | 0,64         | 3 151        | 0,92          |               |             |               |               |
| Total                                       | Total                                       | Total                                  | 520 859      | 100          | 3            | 343 628       | 100           | 6           | 9             | en stagnation |
| Abstention                                  | Abstention                                  | Abstention                             | 263 287      | 33,58        |              | 183 487       | 34,81         |             |               |               |
| Inscrits/Participation                      | Inscrits/Participation                      | Inscrits/Participation                 | 784 146      | 66,42        | 527 115      | 65,19         |               |             |               |               |

#### Résultats par nuance
| Nuance                 | Nuance                    | Nuance                 | Premier tour | Premier tour | Premier tour | Second tour | Second tour   | Second tour | Total Sièges | +/-           |  |
| Nuance                 | Nuance                    | Nuance                 | Voix         | %            | Sièges       | Voix        | %             | Sièges      | Total Sièges | +/-           |  |
| ---------------------- | ------------------------- | ---------------------- | ------------ | ------------ | ------------ | ----------- | ------------- | ----------- | ------------ | ------------- |  |
|                        | Rassemblement national    | RN                     | 156 761      | 30,74        | 2            | 110 429     | 33,72         | 1           | 3            | en stagnation |  |
|                        | Union de la gauche        | UG                     | 98 839       | 19,38        | 0            | 59 867      | 18,28         | 0           | 0            | en stagnation |  |
|                        | Les Républicains          | LR                     | 75 315       | 14,77        | 0            | 94 374      | 28,82         | 3           | 3            | 2             |  |
|                        | Ensemble                  | ENS                    | 74 691       | 14,65        | 0            | 11 374      | 3,47          | 0           | 0            | 1             |  |
|                        | Union de l'extrême droite | UXD                    | 74 596       | 14,63        | 1            | 51 469      | 15,72         | 2           | 3            | Nv            |  |
|                        | Écologistes               | ECO                    | 16 194       | 3,18         | 0            |             |               |             | 0            | en stagnation |  |
|                        | Divers                    | DIV                    | 6 700        | 1,31         | 0            | 0           | en stagnation |             |              |               |  |
|                        | Extrême gauche            | EXG                    | 3 120        | 0,61         | 0            | 0           | en stagnation |             |              |               |  |
|                        | Extrême droite            | EXD                    | 1 831        | 0,36         | 0            | 0           | Nv            |             |              |               |  |
|                        | Reconquête                | REC                    | 932          | 0,18         | 0            | 0           | en stagnation |             |              |               |  |
|                        | Droite souverainiste      | DSV                    | 883          | 0,17         | 0            | 0           | en stagnation |             |              |               |  |
|                        | Régionalistes             | REG                    | 136          | 0,03         | 0            | 0           | Nv            |             |              |               |  |
|                        |                           |                        |              |              |              |             |               |             |              |               |  |
| Suffrages exprimés     | Suffrages exprimés        | Suffrages exprimés     | 509 998      | 97,91        |              | 327 513     | 95,31         |             |              |               |  |
| Votes blancs           | Votes blancs              | Votes blancs           | 7 531        | 1,45         | 12 964       | 3,77        |               |             |              |               |  |
| Votes nuls             | Votes nuls                | Votes nuls             | 3 330        | 0,64         | 3 151        | 0,92        |               |             |              |               |  |
| Total                  | Total                     | Total                  | 520 859      | 100          | 3            | 343 628     | 100           | 6           | 9            | en stagnation |  |
| Abstention             | Abstention                | Abstention             | 263 287      | 33,58        |              | 183 487     | 34,81         |             |              |               |  |
| Inscrits/Participation | Inscrits/Participation    | Inscrits/Participation | 784 146      | 66,42        | 527 115      | 65,19       |               |             |              |               |  |

### Résultats par circonscription

#### Première circonscription
Député sortant : Éric Ciotti (Les Républicains)
| Candidat                 | Candidat                 | Parti et coalition       | Nuance                   | Premier tour | Premier tour | Second tour | Second tour |
| Candidat                 | Candidat                 | Parti et coalition       | Nuance                   | Voix         | %            | Voix        | %           |
| ------------------------ | ------------------------ | ------------------------ | ------------------------ | ------------ | ------------ | ----------- | ----------- |
|                          | Éric Ciotti              | RAD (RN)                 | UXD                      | 20 809       | 41,04        | 22 585      | 45,14       |
|                          | Olivier Salerno          | LFI (NFP)                | UG                       | 13 499       | 26,62        | 16 077      | 32,13       |
|                          | Graig Monetti            | HOR (ENS)                | ENS                      | 11 558       | 22,79        | 11 374      | 22,73       |
|                          | Virgile Vanier-Guérin    | LR (UDC)                 | LR                       | 2 933        | 5,78         |             |             |
|                          | Lalla Chama Ben Moulay   | ÉAC                      | ECO                      | 1 427        | 2,81         |             |             |
|                          | Alain Langouet           | LO                       | EXG                      | 313          | 0,62         |             |             |
|                          | Jean-Claude Wahid Spach  | DG (CC)                  | REG                      | 136          | 0,27         |             |             |
|                          | Maxime Bovis             | SE                       | DIV                      | 34           | 0,07         |             |             |
|                          |                          |                          |                          |              |              |             |             |
| Votes valides            | Votes valides            | Votes valides            | Votes valides            | 50 709       | 98,01        | 50 036      | 97,72       |
| Votes blancs             | Votes blancs             | Votes blancs             | Votes blancs             | 667          | 1,29         | 839         | 1,64        |
| Votes nuls               | Votes nuls               | Votes nuls               | Votes nuls               | 362          | 0,70         | 327         | 0,64        |
| Total                    | Total                    | Total                    | Total                    | 51 738       | 100          | 51 202      | 100         |
| Abstention               | Abstention               | Abstention               | Abstention               | 30 141       | 36,81        | 30 681      | 37,47       |
| Inscrits / participation | Inscrits / participation | Inscrits / participation | Inscrits / participation | 81 879       | 63,19        | 81 883      | 62,53       |

#### Deuxième circonscription
Député sortant : Lionel Tivoli (Rassemblement national)
| Candidat                 | Candidat                 | Parti et coalition       | Nuance                   | Premier tour | Premier tour | Second tour | Second tour |
| Candidat                 | Candidat                 | Parti et coalition       | Nuance                   | Voix         | %            | Voix        | %           |
| ------------------------ | ------------------------ | ------------------------ | ------------------------ | ------------ | ------------ | ----------- | ----------- |
|                          | Lionel Tivoli            | RN                       | RN                       | 28 676       | 48,08        | 33 273      | 63,78       |
|                          | Leïla Tonnerre           | LFI (NFP)                | UG                       | 11 339       | 19,01        | 18 893      | 36,22       |
|                          | David Varrone            | HOR (ENS)                | ENS                      | 9 856        | 16,53        |             |             |
|                          | Simon Daragon            | LR (UDC)                 | LR                       | 6 162        | 10,33        |             |             |
|                          | Patrice Miran            | ÉAC                      | ECO                      | 2 296        | 3,85         |             |             |
|                          | Indiana Poret-Rinck      | app. REC                 | EXD                      | 931          | 1,56         |             |             |
|                          | Florent Imbert           | LO                       | EXG                      | 381          | 0,64         |             |             |
|                          |                          |                          |                          |              |              |             |             |
| Votes valides            | Votes valides            | Votes valides            | Votes valides            | 59 641       | 97,66        | 52 166      | 88,68       |
| Votes blancs             | Votes blancs             | Votes blancs             | Votes blancs             | 996          | 1,63         | 5 480       | 9,32        |
| Votes nuls               | Votes nuls               | Votes nuls               | Votes nuls               | 430          | 0,70         | 1 176       | 2,00        |
| Total                    | Total                    | Total                    | Total                    | 61 067       | 100          | 58 822      | 100         |
| Abstention               | Abstention               | Abstention               | Abstention               | 29 314       | 32,43        | 31 589      | 34,94       |
| Inscrits / participation | Inscrits / participation | Inscrits / participation | Inscrits / participation | 90 381       | 67,57        | 90 411      | 65,06       |

#### Troisième circonscription
Député sortant : Philippe Pradal (Horizons)
| Candidat                 | Candidat                 | Parti et coalition       | Nuance                   | Premier tour | Premier tour | Second tour | Second tour |
| Candidat                 | Candidat                 | Parti et coalition       | Nuance                   | Voix         | %            | Voix        | %           |
| ------------------------ | ------------------------ | ------------------------ | ------------------------ | ------------ | ------------ | ----------- | ----------- |
|                          | Bernard Chaix            | RAD (RN)                 | UXD                      | 23 983       | 41,47        | 28 884      | 53,71       |
|                          | Laure Quignard           | PS (NFP)                 | UG                       | 15 754       | 27,24        | 24 897      | 46,29       |
|                          | Philippe Pradal          | HOR (ENS)                | ENS                      | 14 670       | 25,36        | Retrait     | Retrait     |
|                          | Marie-Françoise Caussin  | ÉAC                      | ECO                      | 1 675        | 2,90         |             |             |
|                          | Thibault Delhez          | DLF                      | DSV                      | 883          | 1,53         |             |             |
|                          | Estelle Jaquet           | LO                       | EXG                      | 438          | 0,76         |             |             |
|                          | Marjorie Vivo            | Équinoxe                 | ECO                      | 434          | 0,75         |             |             |
|                          |                          |                          |                          |              |              |             |             |
| Votes valides            | Votes valides            | Votes valides            | Votes valides            | 57 837       | 98,01        | 53 781      | 93,57       |
| Votes blancs             | Votes blancs             | Votes blancs             | Votes blancs             | 763          | 1,29         | 2 904       | 5,05        |
| Votes nuls               | Votes nuls               | Votes nuls               | Votes nuls               | 412          | 0,70         | 794         | 1,38        |
| Total                    | Total                    | Total                    | Total                    | 59 012       | 100          | 57 479      | 100         |
| Abstention               | Abstention               | Abstention               | Abstention               | 32 712       | 35,66        | 34 249      | 37,34       |
| Inscrits / participation | Inscrits / participation | Inscrits / participation | Inscrits / participation | 91 724       | 64,34        | 91 728      | 62,66       |

#### Quatrième circonscription
- Députée sortante : Alexandra Masson (Rassemblement national)

| Candidat                 | Candidat                 | Parti et coalition       | Nuance                   | Premier tour | Premier tour |
| Candidat                 | Candidat                 | Parti et coalition       | Nuance                   | Voix         | %            |
| ------------------------ | ------------------------ | ------------------------ | ------------------------ | ------------ | ------------ |
|                          | Alexandra Masson         | RN                       | RN                       | 30 528       | 56,27        |
|                          | Anne-Pascale Guedon      | RE (ENS)                 | ENS                      | 12 116       | 22,33        |
|                          | Virginie Parent          | PCF (NFP)                | UG                       | 8 935        | 16,47        |
|                          | Christine Beyl           | ÉAC                      | ECO                      | 2 216        | 4,08         |
|                          | Joseph Markiel           | LO                       | EXG                      | 454          | 0,84         |
|                          |                          |                          |                          |              |              |
| Votes valides            | Votes valides            | Votes valides            | Votes valides            | 54 249       | 97,10        |
| Votes blancs             | Votes blancs             | Votes blancs             | Votes blancs             | 985          | 1,76         |
| Votes nuls               | Votes nuls               | Votes nuls               | Votes nuls               | 637          | 1,14         |
| Total                    | Total                    | Total                    | Total                    | 55 871       | 100          |
| Abstention               | Abstention               | Abstention               | Abstention               | 29 789       | 34,78        |
| Inscrits / participation | Inscrits / participation | Inscrits / participation | Inscrits / participation | 85 660       | 65,22        |

#### Cinquième circonscription
- Députée sortante : Christelle D'Intorni (Les Républicains)

| Candidat                 | Candidat                 | Parti et coalition       | Nuance                   | Premier tour | Premier tour |
| Candidat                 | Candidat                 | Parti et coalition       | Nuance                   | Voix         | %            |
| ------------------------ | ------------------------ | ------------------------ | ------------------------ | ------------ | ------------ |
|                          | Christelle D'Intorni     | RAD (RN)                 | UXD                      | 29 804       | 50,35        |
|                          | Fabrice Decoupigny       | LÉ (NFP)                 | UG                       | 12 233       | 20,66        |
|                          | Gaël Nofri               | HOR (ENS)                | ENS                      | 8 473        | 14,31        |
|                          | Patrice Benoit           | HOR diss.                | DIV                      | 6 375        | 10,77        |
|                          | Axel Hvidsten            | ÉAC                      | ECO                      | 1 876        | 3,17         |
|                          | Agnès Benkemoun          | LO                       | EXG                      | 436          | 0,74         |
|                          |                          |                          |                          |              |              |
| Votes valides            | Votes valides            | Votes valides            | Votes valides            | 59 197       | 97,34        |
| Votes blancs             | Votes blancs             | Votes blancs             | Votes blancs             | 1 114        | 1,83         |
| Votes nuls               | Votes nuls               | Votes nuls               | Votes nuls               | 503          | 0,83         |
| Total                    | Total                    | Total                    | Total                    | 60 814       | 100          |
| Abstention               | Abstention               | Abstention               | Abstention               | 30 418       | 33,34        |
| Inscrits / participation | Inscrits / participation | Inscrits / participation | Inscrits / participation | 91 232       | 66,66        |

#### Sixième circonscription
- Député sortant : Bryan Masson (Rassemblement national)

| Candidat                 | Candidat                 | Parti et coalition       | Nuance                   | Premier tour | Premier tour |
| Candidat                 | Candidat                 | Parti et coalition       | Nuance                   | Voix         | %            |
| ------------------------ | ------------------------ | ------------------------ | ------------------------ | ------------ | ------------ |
|                          | Bryan Masson             | RN                       | RN                       | 27 705       | 50,85        |
|                          | Laurence Trastour-Isnart | LR (UDC)                 | LR                       | 16 213       | 29,76        |
|                          | Nicole Mazzella          | LFI (NFP)                | UG                       | 8 281        | 15,20        |
|                          | Pierre Piacentini        | ÉAC                      | ECO                      | 1 927        | 3,54         |
|                          | Danièle Bartoli          | LO                       | EXG                      | 359          | 0,66         |
|                          |                          |                          |                          |              |              |
| Votes valides            | Votes valides            | Votes valides            | Votes valides            | 54 485       | 97,83        |
| Votes blancs             | Votes blancs             | Votes blancs             | Votes blancs             | 980          | 1,76         |
| Votes nuls               | Votes nuls               | Votes nuls               | Votes nuls               | 231          | 0,41         |
| Total                    | Total                    | Total                    | Total                    | 55 696       | 100          |
| Abstention               | Abstention               | Abstention               | Abstention               | 24 490       | 30,54        |
| Inscrits / participation | Inscrits / participation | Inscrits / participation | Inscrits / participation | 80 186       | 69,46        |

#### Septième circonscription
Député sortant : Éric Pauget (Les Républicains)
| Candidat                 | Candidat                 | Parti et coalition       | Nuance                   | Premier tour | Premier tour | Second tour | Second tour |
| Candidat                 | Candidat                 | Parti et coalition       | Nuance                   | Voix         | %            | Voix        | %           |
| ------------------------ | ------------------------ | ------------------------ | ------------------------ | ------------ | ------------ | ----------- | ----------- |
|                          | Thierry Ferrand          | RN                       | RN                       | 23 921       | 36,32        | 26 672      | 41,27       |
|                          | Éric Pauget              | LR (UDC)                 | LR                       | 16 389       | 24,88        | 37 955      | 58,73       |
|                          | Aline Abravanel          | RE - TdP (ENS)           | ENS                      | 11 510       | 17,47        |             |             |
|                          | Arthur Meyer-Abbatucci   | LFI (NFP)                | UG                       | 10 974       | 16,66        |             |             |
|                          | Marylin Zbirou           | ÉAC                      | ECO                      | 1 651        | 2,51         |             |             |
|                          | David Quintela           | REC                      | REC                      | 932          | 1,41         |             |             |
|                          | Christian Pétard         | LO                       | EXG                      | 264          | 0,40         |             |             |
|                          | Enzo Dewasmes            | SE                       | DIV                      | 225          | 0,34         |             |             |
|                          |                          |                          |                          |              |              |             |             |
| Votes valides            | Votes valides            | Votes valides            | Votes valides            | 65 866       | 98,47        | 64 627      | 97,28       |
| Votes blancs             | Votes blancs             | Votes blancs             | Votes blancs             | 761          | 1,14         | 1 534       | 2,31        |
| Votes nuls               | Votes nuls               | Votes nuls               | Votes nuls               | 261          | 0,39         | 276         | 0,42        |
| Total                    | Total                    | Total                    | Total                    | 66 888       | 100          | 66 437      | 100         |
| Abstention               | Abstention               | Abstention               | Abstention               | 29 396       | 30,53        | 29 851      | 31,00       |
| Inscrits / participation | Inscrits / participation | Inscrits / participation | Inscrits / participation | 96 284       | 69,47        | 96 288      | 69,00       |

#### Huitième circonscription
Députée sortante : Alexandra Martin (Les Républicains - Nouvelle Énergie)
| Candidat                 | Candidat                 | Parti et coalition       | Nuance                   | Premier tour | Premier tour | Second tour | Second tour |
| Candidat                 | Candidat                 | Parti et coalition       | Nuance                   | Voix         | %            | Voix        | %           |
| ------------------------ | ------------------------ | ------------------------ | ------------------------ | ------------ | ------------ | ----------- | ----------- |
|                          | Dorette Landerer         | RN                       | RN                       | 23 010       | 42,74        | 25 278      | 47,43       |
|                          | Alexandra Martin         | LR - NÉ (UDC)            | LR                       | 15 284       | 28,39        | 28 012      | 52,57       |
|                          | Lucia Soudant            | LFI (NFP)                | UG                       | 7 837        | 14,56        |             |             |
|                          | Mike Castro Demaria      | RE (ENS)                 | ENS                      | 6 508        | 12,09        |             |             |
|                          | Anne Itty                | ÉAC                      | ECO                      | 950          | 1,76         |             |             |
|                          | Marie-José Pereira       | LO                       | EXG                      | 181          | 0,34         |             |             |
|                          | Christophe Neutzler      | GDF                      | DIV                      | 66           | 0,12         |             |             |
|                          |                          |                          |                          |              |              |             |             |
| Votes valides            | Votes valides            | Votes valides            | Votes valides            | 53 836       | 98,47        | 53 290      | 97,89       |
| Votes blancs             | Votes blancs             | Votes blancs             | Votes blancs             | 581          | 1,06         | 906         | 1,66        |
| Votes nuls               | Votes nuls               | Votes nuls               | Votes nuls               | 257          | 0,47         | 240         | 0,44        |
| Total                    | Total                    | Total                    | Total                    | 54 674       | 100          | 54 436      | 100         |
| Abstention               | Abstention               | Abstention               | Abstention               | 29 740       | 35,23        | 29 965      | 35,50       |
| Inscrits / participation | Inscrits / participation | Inscrits / participation | Inscrits / participation | 84 414       | 64,77        | 84 401      | 64,50       |

#### Neuvième circonscription
Députée sortante : Michèle Tabarot (Les Républicains)
| Candidat                 | Candidat                 | Parti et coalition       | Nuance                   | Premier tour | Premier tour | Second tour | Second tour |
| Candidat                 | Candidat                 | Parti et coalition       | Nuance                   | Voix         | %            | Voix        | %           |
| ------------------------ | ------------------------ | ------------------------ | ------------------------ | ------------ | ------------ | ----------- | ----------- |
|                          | Franck Galbert           | RN                       | RN                       | 22 921       | 42,31        | 25 206      | 47,01       |
|                          | Michèle Tabarot          | LR (UDC)                 | LR                       | 18 334       | 33,84        | 28 407      | 52,99       |
|                          | José Garcia-Abia         | PS (NFP)                 | UG                       | 9 987        | 18,43        |             |             |
|                          | Henriette Palmers        | ÉAC                      | ECO                      | 1 742        | 3,22         |             |             |
|                          | Sylvain Lienhardt        | app. REC                 | EXD                      | 900          | 1,66         |             |             |
|                          | Liliane Pécout           | LO                       | EXG                      | 294          | 0,54         |             |             |
|                          |                          |                          |                          |              |              |             |             |
| Votes valides            | Votes valides            | Votes valides            | Votes valides            | 54 178       | 98,33        | 53 613      | 97,03       |
| Votes blancs             | Votes blancs             | Votes blancs             | Votes blancs             | 684          | 1,24         | 1 301       | 2,35        |
| Votes nuls               | Votes nuls               | Votes nuls               | Votes nuls               | 237          | 0,43         | 338         | 0,61        |
| Total                    | Total                    | Total                    | Total                    | 55 099       | 100          | 55 252      | 100         |
| Abstention               | Abstention               | Abstention               | Abstention               | 27 287       | 33,12        | 27 152      | 32,95       |
| Inscrits / participation | Inscrits / participation | Inscrits / participation | Inscrits / participation | 82 386       | 66,88        | 82 404      | 67,05       |